# 알곤킨어
알곤킨어(Algonquin, 알곤킨어: Anicinâbemowin)는 알곤킨어족에 속한 언어로, 오지브와어와 밀접한 연관이 있거나 아예 오지브와어의 한 방언으로 여겨질 수 있다. 캐나다의 퀘벡과 온타리오 주에서 퍼스트 네이션인 알곤킨인이 프랑스어나 영어와 함께 사용한다. 2006년 기준, 2,680명의 알곤킨어 화자가 있었으며 그 중 단일언어 화자는 10%도 되지 않았다.
알곤킨어는 같은 이름의 더 넓은 언어 계통인 알곤킨어족의 어원으로, 잘 혼동될 수 있어 유의해야 한다. 다른 수많은 아메리카 원주민 언어들처럼 알곤킨어는 동사 기반 언어로, 전치사, 시제 등에 별도의 단어를 사용하는 대신 동사에 의미를 통합시키는 특징이 있다.

## 같이 보기
- 오지브웨이어